# Onitis camerunus
Onitis camerunus är en skalbaggsart som beskrevs av Gillet 1933. Onitis camerunus ingår i släktet Onitis och familjen bladhorningar. Inga underarter finns listade i Catalogue of Life.